# فريدريش هيرتسبروخ
فريدريش إرنست بيتر هيرتسبروخ (بالألمانية: Friedrich Ernst Peter Hirzebruch) ـ (17 أكتوبر 1927 ـ 27 مايو 2012) هو رياضياتي ألماني، له إسهامات في مجالات الطوبولوجيا ومتعدد الطيات المركب والهندسة الجبرية، وكان من الشخصيات القيادية في جيله. اعتُبر «أهم رياضياتي في ألمانيا في فترة ما بعد الحرب».
أسس هيرتسبروخ معهد ماكس بلانك للرياضيات سنة 1980، وكان مديرًا له من سنة 1981 إلى تقاعده سنة 1995.